# Élections législatives de 1967 dans l'Ardèche
Les élections législatives françaises de 1967 se déroulent les 5 et 12 mars 1967. Dans le département de l'Ardèche, trois députés sont à élire dans le cadre de trois circonscriptions.

## Élus
| Circonscription | Député sortant       | Parti | Parti | Député élu ou réélu  | Parti | Parti |
| --------------- | -------------------- | ----- | ----- | -------------------- | ----- | ----- |
| 1re             | Henri Chaze          |       | PCF   | Pierre Cornet        |       | UD-Ve |
| 2e              | Louis Roche-Defrance |       | RI    | Louis Roche-Defrance |       | CD    |
| 3e              | Jean Moulin          |       | CD    | Jean Moulin          |       | CD    |

## Résultats

### Résultats à l'échelle du département
| Parti          | Parti                                           | Premier tour | Premier tour | Second tour | Second tour | Sièges |
| Parti          | Parti                                           | Voix         | %            | Voix        | %           | Sièges |
| -------------- | ----------------------------------------------- | ------------ | ------------ | ----------- | ----------- | ------ |
|                | Union des démocrates pour la Ve République      | 32 194       | 24,85        | 24 875      | 19,35       | 1      |
|                | Divers droite (gaulliste)                       | 4 038        | 3,12         |             |             | 0      |
|                | Union des républicains de progrès               | 36 232       | 27,97        | 24 875      | 19,35       | 1      |
|                |                                                 |              |              |             |             |        |
|                | Fédération de la gauche démocrate et socialiste | 11 921       | 9,20         | 16 822      | 13,09       | 0      |
|                | Parti radical                                   | 7 316        | 5,65         |             |             | 0      |
|                | Fédération de la gauche démocrate et socialiste | 19 237       | 14,85        | 16 822      | 13,09       | 0      |
|                |                                                 |              |              |             |             |        |
|                | Progrès et démocratie moderne                   | 39 624       | 30,59        | 49 949      | 38,86       | 2      |
|                | Parti communiste français                       | 31 536       | 24,34        | 36 880      | 28,69       | 0      |
|                | Divers et sans étiquette                        | 2 376        | 1,83         |             |             | 0      |
|                | Extrême droite (ARLP)                           | 535          | 0,41         | 0           |             |        |
|                |                                                 |              |              |             |             |        |
| Inscrits       | Inscrits                                        | 165 634      | 100,00       | 165 592     | 100,00      | 3      |
| Abstentions    | Abstentions                                     | 33 901       | 20,47        | 32 807      | 19,81       |        |
| Votants        | Votants                                         | 131 733      | 79,53        | 132 785     | 80,19       |        |
| Blancs et nuls | Blancs et nuls                                  | 2 193        | 1,66         | 4 259       | 3,21        |        |
| Exprimés       | Exprimés                                        | 129 540      | 98,34        | 128 526     | 96,79       |        |

### Résultats par circonscription

#### Première circonscription (Privas)
La circonscription de Privas était composée des cantons de Bourg-Saint-Andéol, Chomérac, Le Cheylard, Privas, Rochemaure, Saint-Martin-de-Valamas, Saint-Pierreville, Vernoux-en-Vivarais, Villeneuve-de-Berg, Viviers et La Voulte-Sur-Rhône. Les quatre principaux candidats en lice dans cette circonscription (par ordre alphabétique) :
- Henri Chaze, 53 ans, député sortant, maire et conseiller général de Cruas, représentant le PCF ;
- Pierre Cornet, 55 ans, maire et conseiller de Villeneuve-de-Berg candidat investi par l'UD-Ve ;
- Guy Fougeirol, 63 ans, maire et conseiller général de Saint-Laurent-du-Pape, candidat de la FGDS ;
- Aimé Jeanjean, 66 ans, ancien préfet de l'Ardèche candidat se réclamant gaulliste indépendant.

| Candidat           | Candidat            | Parti                     | Premier tour | Premier tour | Second tour | Second tour |  |
| Candidat           | Candidat            | Parti                     | Voix         | %            | Voix        | %           |  |
| ------------------ | ------------------- | ------------------------- | ------------ | ------------ | ----------- | ----------- |  |
|                    | Henri Chaze sortant | PCF                       | 14 224       | 30,93        | 22 445      | 47,89       |  |
|                    | Pierre Cornet élu   | UD-Ve                     | 12 693       | 27,60        | 24 425      | 52,11       |  |
|                    | Guy Fougeirol       | FGDS (Radical)            | 7 316        | 15,91        | Retrait     | Retrait     |  |
|                    | Henri Bois          | CD (PDM)                  | 7 169        | 15,59        | Retrait     | Retrait     |  |
|                    | Aimé Jeanjean       | Divers droite (Gaulliste) | 4 038        | 8,78         |             |             |  |
|                    | Gilbert Pitet       | Extrême droite (ARLP)     | 535          | 1,16         |             |             |  |
|                    |                     |                           |              |              |             |             |  |
| Inscrits           | Inscrits            | Inscrits                  | 58 376       | 100,00       | 58 369      | 100,00      |  |
| Abstentions        | Abstentions         | Abstentions               | 11 594       | 19,86        | 9 755       | 16,71       |  |
| Votants            | Votants             | Votants                   | 46 782       | 80,14        | 48 614      | 83,29       |  |
| Blancs et nuls     | Blancs et nuls      | Blancs et nuls            | 807          | 1,73         | 1 744       | 3,59        |  |
| Exprimés           | Exprimés            | Exprimés                  | 45 975       | 98,27        | 46 870      | 96,41       |  |
| Source : Data.gouv |                     |                           |              |              |             |             |  |

##### Analyse
Malgré le fait que Henri Chaze arrive en tête, il sera battu au second tour par le candidat gaulliste Pierre Cornet qui par rapport à 1962 réussira à faire l'union à droite et au centre. Mais il faut aussi constater que la gauche progresse beaucoup (37,20 % en 1962 contre 47,89 en 1967) alors que la droite se tasse. Cornet sort vainqueur dans les cantons de Bourg-Saint-Andéol, Chomérac, Le Cheylard, Privas, Saint-Martin-de-Valamas et de Villeneuve-de-Berg. Chaze est en tête dans ceux de Rochemaure, Saint-Pierreville, Vernoux, Viviers et La Voulte.

#### Deuxième circonscription (Tournon-sur-Rhône)
La circonscription de Tournon était composée des cantons de Annonay, Lamastre, Saint-Agrève, Saint-Félicien, Saint-Péray, Satillieu, Serrières et Tournon.  Les trois principaux candidats en lice dans cette circonscription (par ordre alphabétique) :
- Georges Fargier, 61 ans, chef cantonnier à Saint-Sauveur-de-Montagut puis à Lamastre, candidat du PCF ;
- Michel Guigal, 36 ans, maire adjoint d'Annonay et candidat sous l'étiquette de la FGDS ;
- Louis Roche-Defrance, 65 ans, député sortant, maire et conseiller général de Tournon, investi par le CD.

| Candidat         | Candidat                           | Parti          | Premier tour | Premier tour | Second tour | Second tour |  |
| Candidat         | Candidat                           | Parti          | Voix         | %            | Voix        | %           |  |
| ---------------- | ---------------------------------- | -------------- | ------------ | ------------ | ----------- | ----------- |  |
|                  | Louis Roche-Defrance sortant réélu | CD (PDM)       | 19 716       | 43,99        | 26 131      | 60,34       |  |
|                  | Michel Guigal                      | FGDS (SFIO)    | 9 271        | 20,68        | 16 822      | 38,84       |  |
|                  | Pierre Besson                      | UD-Ve          | 8 922        | 19,90        | 450         | 1,03        |  |
|                  | Georges Fargier                    | PCF            | 6 905        | 15,40        | Retrait     | Retrait     |  |
|                  |                                    |                |              |              |             |             |  |
| Inscrits         | Inscrits                           | Inscrits       | 56 767       | 100,00       | 56 746      | 100,00      |  |
| Abstentions      | Abstentions                        | Abstentions    | 9 072        | 15,98        | 12 406      | 21,86       |  |
| Votants          | Votants                            | Votants        | 47 695       | 84,02        | 44 340      | 78,14       |  |
| Blancs et nuls   | Blancs et nuls                     | Blancs et nuls | 2 881        | 6,04         | 937         | 2,11        |  |
| Exprimés         | Exprimés                           | Exprimés       | 44 814       | 93,96        | 43 403      | 97,89       |  |
| Source : Gallica |                                    |                |              |              |             |             |  |

##### Analyse
Roche-Defrance perd beaucoup de terrain par rapport à 1962 ou il avait été réélu au premier tour avec 70,83 %. Il a dû faire face à la candidature du gaulliste Pierre Besson qui frôla les 20 % et une gauche non communiste qui progresse de huit points et un Georges Fargier stable en pourcentage et en voix. Comme en 1958 et 1962, le député sortant est en tête dans tous les cantons.

#### Troisième circonscription (Largentière)
La circonscription de Largentière était composée des cantons de Antraigues, Aubenas, Burzet, Coucouron, Joyeuse, Largentière, Montpezat-sous-Bauzon, Saint-Étienne-de-Lugdarès, Thueyts, Valgorge, Vallon-Pont-d'Arc et des Vans. Les quatre principaux candidats en lice dans cette circonscription (par ordre alphabétique) :
- Jean Delenne, 47 ans, maire et conseiller général de Jaujac, représentant le PCF ;
- Pierre Jourdan, 43 ans, maire et conseiller général de Saint-Étienne-de-Lugdarès, candidat Indépendant ;
- Albert Liogier, 57 ans, ancien député et maire d'Ucel, candidat de l'UD-Ve ;
- Jean Moulin, 42 ans, député sortant et candidat du Centre démocrate.

| Candidat         | Candidat                  | Parti          | Premier tour | Premier tour | Second tour | Second tour |  |
| Candidat         | Candidat                  | Parti          | Voix         | %            | Voix        | %           |  |
| ---------------- | ------------------------- | -------------- | ------------ | ------------ | ----------- | ----------- |  |
|                  | Jean Moulin sortant réélu | CD (PDM)       | 12 739       | 32,87        | 23 818      | 62,26       |  |
|                  | Albert Liogier            | UD-Ve          | 10 579       | 27,29        | Retrait     | Retrait     |  |
|                  | Jean Delenne              | PCF            | 10 407       | 26,85        | 14 435      | 37,74       |  |
|                  | Gilbert Durand-Ginet-Gris | FGDS (CIR)     | 2 650        | 6,83         |             |             |  |
|                  | Pierre Jourdan            | Divers droite  | 2 184        | 5,63         |             |             |  |
|                  | René Barnouin             | Sans étiquette | 192          | 0,49         |             |             |  |
|                  |                           |                |              |              |             |             |  |
| Inscrits         | Inscrits                  | Inscrits       | 50 491       | 100,00       | 50 477      | 100,00      |  |
| Abstentions      | Abstentions               | Abstentions    | 11 235       | 22,25        | 10 646      | 21,09       |  |
| Votants          | Votants                   | Votants        | 39 256       | 77,75        | 39 831      | 78,91       |  |
| Blancs et nuls   | Blancs et nuls            | Blancs et nuls | 505          | 1,29         | 1 578       | 3,96        |  |
| Exprimés         | Exprimés                  | Exprimés       | 38 751       | 98,71        | 38 253      | 96,04       |  |
| Source : Gallica |                           |                |              |              |             |             |  |

##### Analyse
Le député sortant Jean Moulin arrive largement en tête par rapport aux cinq autres candidats. Il va donc affronter en duel le Dr. Jean Delenne (qui avait battu Moulin aux cantonales de 1964) à la suite du retrait du gaulliste Albert Liogier qui se désiste en faveur de Jean Moulin. Le député sortant gagne tous les cantons et réalise près de 68 % sur la ville d'Aubenas. À noter qu'à ce jour, Jean Moulin est le dernier député sortant réélu avec un score supérieur à sa précédente élection dans un duel dans la 3e circonscription de l'Ardèche.